# Friedhof Drüsewitz

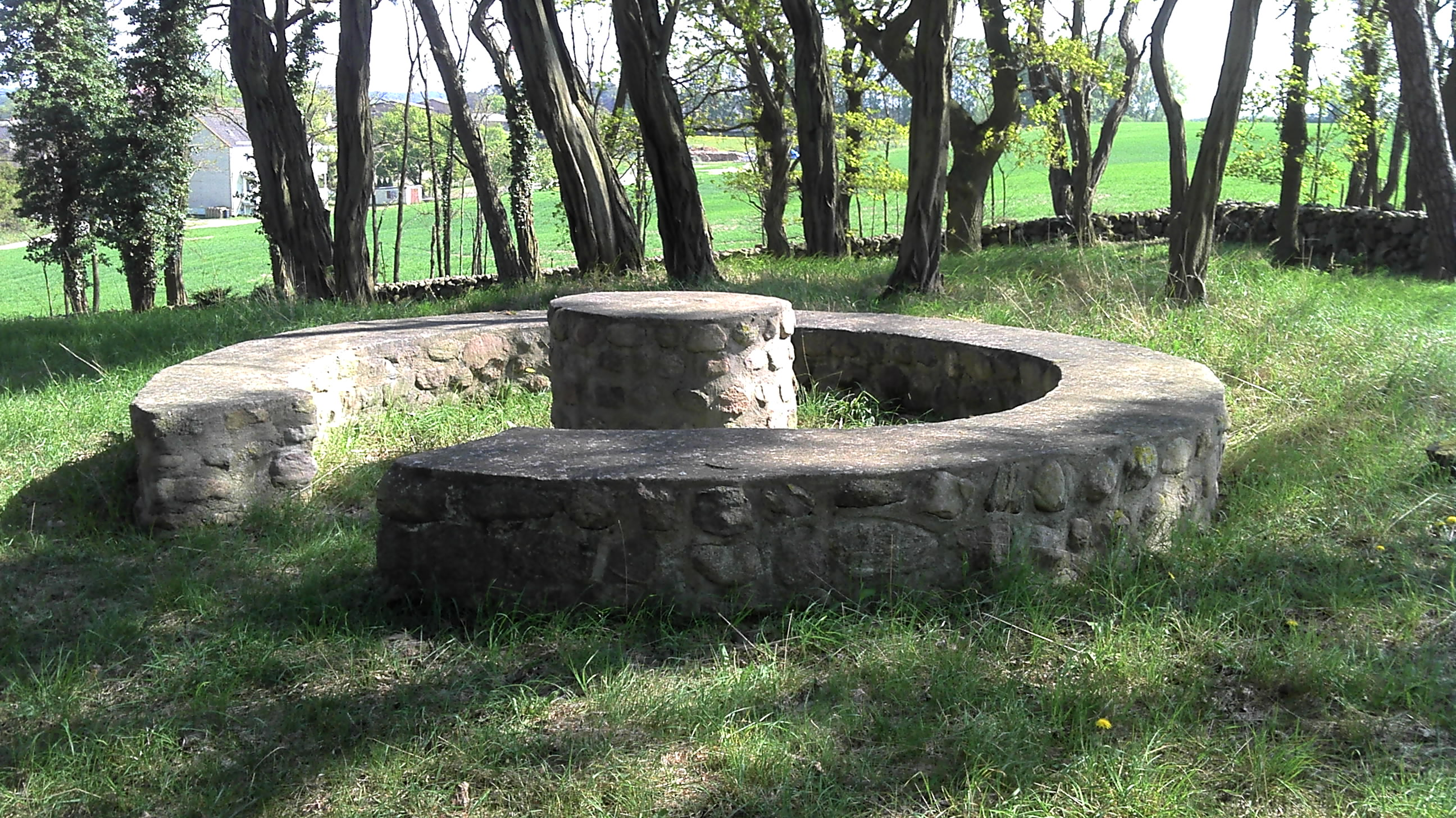
Bauwerk auf dem Berg des Friedhofs Drüsewitz

Der Friedhof Drüsewitz ist ein kleiner Friedhof in der Gemeinde Selpin im Landkreis Rostock. Er liegt außerhalb des Ortsteils Drüsewitz.

## Geschichte
Aus der Familienchronik der hier bestatteten Familie Drefahl ist zu entnehmen, dass im Sommer 1859 in Drüsewitz und Vilz die Cholera ausbrach. Sie forderte 95 Tote, welche zum Teil auch hier bestattet wurden. Seitdem wird dieser Friedhof auch als Cholerafriedhof bezeichnet.
Koordinaten: 53° 59′ 24″ N, 12° 27′ 38″ O